# تششمة سفيد (مقاطعة دالاهو)
تششمة سفيد (بالفارسية: چشمه سفید) هي قرية تقع في قسم حومة كرند الريفي (مقاطعة دالاهو) في إيران. يقدر عدد سكانها بـ 374 نسمة بحسب إحصاء 2016.